# Bundesautobahn 100
Bundesautobahn 100 eller A 100 er en motorvej i Tyskland. Den kaldes også Berliner Stadtring. Den er placeret i en ring omkring det centrale Berlin. I 1958 åbnede en del for trafikken og af det nuværende er den færdiggjort i 2004. En videreførelse til det østlige Berlin er dog planlagt.